# Thamnocalamus spathiflorus
Thamnocalamus spathiflorus är en gräsart som först beskrevs av Carl Bernhard von Trinius, och fick sitt nu gällande namn av William Munro. Thamnocalamus spathiflorus ingår i släktet Thamnocalamus och familjen gräs. Inga underarter finns listade i Catalogue of Life.